# Grotten van Catullus
Grotten van Catullus (Grotte di Catullo) is de naam voor de ruïnes van een Romeinse villa  gebouwd in het begin van onze jaartelling aan het noordelijke uiteinde van het schiereiland van Sirmione aan de zuidelijke oever van het Gardameer.

## Links
- Sirmione History
- Grotte di Catullo (Grottoes of Catullus) Review
- Catullus' Grottos, Sirmione, Brescia, Lombardy, Italy